# Wahlkreis Worms
Der Wahlkreis Worms (Wahlkreis 33, bis 2016 Wahlkreis 32) ist ein Landtagswahlkreis in Rheinland-Pfalz. Sein Gebiet ist identisch mit dem der kreisfreien Stadt Worms.

## Wahl 2021
Bei der Landtagswahl 2021 vom 14. März 2021 entfielen im Wahlkreis auf die einzelnen Wahlvorschläge:
| Direktkandidaten  | Partei           | Wahlkreisstimmen in % | Landesstimmen in % |
| ----------------- | ---------------- | --------------------- | ------------------ |
| Jens Guth         | SPD              | 37,4                  | 37,5               |
| Stephanie Lohr    | CDU              | 30,3                  | 24,6               |
| Ursula Bieser     | AfD              | 11,2                  | 11,1               |
| Alfred Koch       | FDP              | 5,6                   | 5,4                |
| Katharina Schmitt | Grüne            | 11,4                  | 9,9                |
| Heike Mehlmann    | Die Linke        | 4,1                   | 2,5                |
| –                 | Freie Wähler     | –                     | 3,2                |
| –                 | Piraten          | –                     | 0,6                |
| –                 | ÖDP              | –                     | 0,6                |
| –                 | Klimaliste       | –                     | 0,5                |
| –                 | Die PARTEI       | –                     | 1,1                |
| –                 | Tierschutzpartei | –                     | 2,0                |
| –                 | Volt             | –                     | 1,1                |

- Jens Guth gewann erneut das Direktmandat; über die Landesliste zogen keine weiteren Bewerber in den Landtag ein.[3]

## Wahl 2016
Die Ergebnisse der Wahl zum 17. Landtag Rheinland-Pfalz vom 13. März 2016:
| Direktkandidaten                  | Partei    | Wahlkreisstimmen | Landesstimmen |
| --------------------------------- | --------- | ---------------- | ------------- |
| Jens Guth                         | SPD       | 38,6 %           | 36,9 %        |
| Adolf Kessel                      | CDU       | 27,2 %           | 26,1 %        |
| Richard Grünewald                 | GRÜNE     | 7,7 %            | 5,8 %         |
| Jürgen Neureuther                 | FDP       | 6,1 %            | 5,8 %         |
| Sebastian Knopf                   | DIE LINKE | 3,7 %            | 3,0 %         |
| Matthias Lehmann                  | AfD       | 16,6 %           | 17,7 %        |
| –                                 | Sonstige  | –                | 4,8 %         |
| Wahlberechtigte: 58.897 Einwohner |           |                  |               |
| Wahlbeteiligung: 64,8 %           |           |                  |               |

- Direkt gewählt wurde Jens Guth (SPD).[4]
- Adolf Kessel (CDU) wurde über die Landesliste (Listenplatz 21) gewählt.[5]

## Wahl 2011
Die Ergebnisse der Wahl zum 16. Landtag Rheinland-Pfalz vom 27. März 2011:
| Direktkandidaten                  | Partei    | Wahlkreisstimmen | Landesstimmen |
| --------------------------------- | --------- | ---------------- | ------------- |
| Jens Guth                         | SPD       | 45,0 %           | 41,4 %        |
| Adolf Kessel                      | CDU       | 32,3 %           | 31,8 %        |
| Jürgen Neureuther                 | FDP       | 4,7 %            | 3,8 %         |
| Helmut Bauer                      | GRÜNE     | 14,2 %           | 14,9 %        |
| Franz Lieffertz                   | DIE LINKE | 3,8 %            | 2,8 %         |
| –                                 | Sonstige  | –                | 5,3 %         |
| Wahlberechtigte: 59.749 Einwohner |           |                  |               |
| Wahlbeteiligung: 56,5 %           |           |                  |               |

- Direkt gewählt wurde Jens Guth (SPD).[7]
- Adolf Kessel (CDU) wurde über die Landesliste (Listenplatz 35) gewählt.[8]

## Wahl 2006
Die Ergebnisse der Wahl zum 15. Landtag Rheinland-Pfalz vom 26. März 2006:
| Direktkandidaten                  | Partei   | Wahlkreisstimmen | Landesstimmen |
| --------------------------------- | -------- | ---------------- | ------------- |
| Jens Guth                         | SPD      | 46,7 %           | 46,9 %        |
| Jeannette Wopperer                | CDU      | 36,0 %           | 30,4 %        |
| Jürgen Neureuther                 | FDP      | 8,5 %            | 7,8 %         |
| Kurt Lauer                        | GRÜNE    | 6,5 %            | 5,0 %         |
| Marcus Schowalter                 | ödp      | 2,3 %            | 0,5 %         |
| –                                 | WASG     | –                | 2,1 %         |
| –                                 | Sonstige | –                | 7,4 %         |
| Wahlberechtigte: 59.126 Einwohner |          |                  |               |
| Wahlbeteiligung: 50,1 %           |          |                  |               |

- Direkt gewählt wurde Jens Guth (SPD).[9]
- Jeannette Wopperer (CDU) wurde über die Landesliste (Listenplatz 27) in den Landtag gewählt.[11]